# Reticulocito

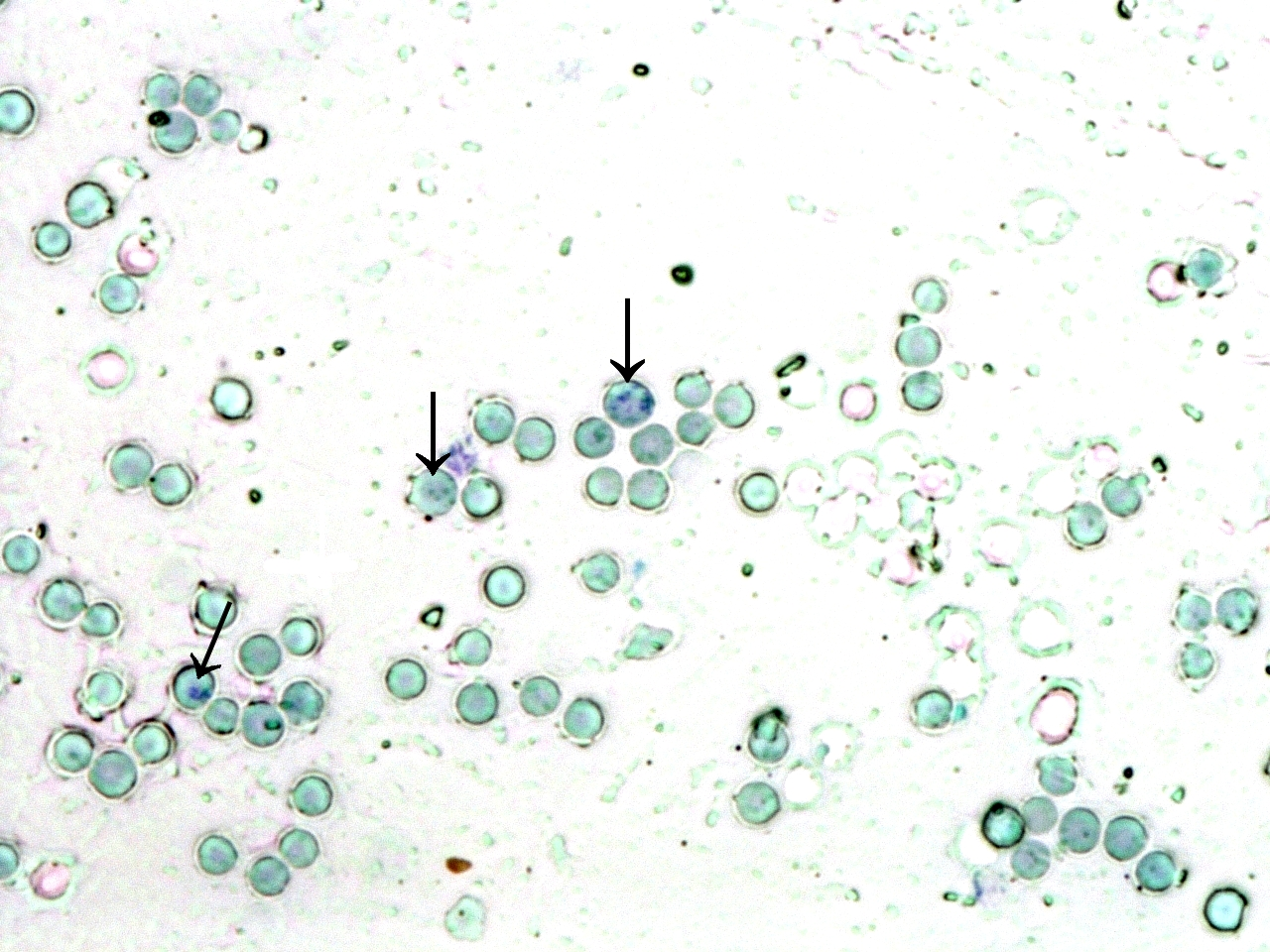
Reticulocitos teñido para distinguirlos de glóbulos rojos maduros.

Los reticulocitos son glóbulos rojos que no han alcanzado su total madurez. Se encuentran en niveles elevados en el plasma sanguíneo por causa de algunas anemias, cuando el organismo incrementa la producción de glóbulos rojos y los envía al torrente sanguíneo antes de que sean maduros. Los reticulocitos se caracterizan por presentar una red de filamentos y gránulos que hacen que se tiñen en el frotis de sangre, distinguiéndose así de los glóbulos rojos maduros. Normalmente representan el 0,5-1,5% del conteo de glóbulos rojos, pero pueden exceder el 4% cuando compensan la anemia.

## Morfología
Los reticulocitos son células anucleadas predecesoras de los eritrocitos con la diferencia de que poseen gránulos de ribosomas y algunas mitocondrias que les son útiles para sintetizar el 35 % de la hemoglobina restante. Este tipo de células está en la circulación periférica aproximadamente un día para convertirse posteriormente en un hematíe maduro que cumplirá con todas las funciones biológicas de estas células. A diferencia de los hematíes o glóbulos rojos maduros, los reticulocitos aún poseen ARN.
El reticulocito es la célula roja que antecede en maduración al eritrocito, es el resultado de la pérdida del núcleo que sufre el eritroblasto ortocromático. Su tamaño varía de 10 - 15 micras de diámetro.

### Maduración

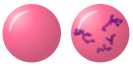
eritrocito (izquierda) y reticulocito (derecha)

El reticulocito tiene una vida media de dos días en médula ósea, de allí sale a la circulación donde requiere un día para convertirse en célula roja madura. Durante este período sintetiza el 20% de la hemoglobina contenida en la célula roja. Se han propuesto varios mecanismos mediante los cuales el reticulocito finaliza su maduración: autofagia y eyección de orgánulos no necesarias, acción "pitting" del bazo y degradación bioquímica por medio de la 5 pirimidín nucleotidasa.

## Patología del reticulocito
El reticulocito puede mostrar alteraciones en el tamaño y/o presentar cuerpos de inclusión (punteado basófilo, cuerpos de Howell Jolly). La génesis del aumento de tamaño, involucra una respuesta normal de la médula ósea a un estímulo intenso de la eritopoyetina. Dependiendo del grado de estimulación se pueden presentar los siguientes eventos:
- Incremento del número de reticulocitos en sangre periférica, normales y aumentados de tamaño, a expensas del pool medular. Esto implica una disminución de la permanencia de estas células en médula ósea.

- Presentación en circulación de reticulocitos que pueden alcanzar dos veces el tamaño normal, como resultado de la expulsión del núcleo del eritroblasto policromatófilo, saltándose el estadio de eritroblasto ortocromático.

Ambas situaciones, se asocian con reticulocitos inmaduros en sangre periférica, denominados por los autores macro-reticulocitos de "estrés", reticulocitos medulares, reticulocitos prematuros. Este último término fue el acogido por los integrantes de la reunión (Departamento de Hematología, Servicio de Hematología Infantil, Servicio de Hematología de Adultos) para referirse a estas células.

## Utilidad e interpretación
La determinación de los reticulocitos permite evaluar la producción eficaz de células rojas por la médula ósea. Su utilidad real es conocer la capacidad de respuesta de la médula en aquellos casos en los cuales hay disminución de las células rojas en sangre periférica y es necesario que la médula aumente su producción para así compensar el déficit de dichas células. Esta información es de fundamental importancia en el diagnóstico de anemias por falla en la producción (anemia aplásica) y por aumento en la destrucción (anemia hemolítica).
La actividad eritropoyética efectiva, de la médula ósea, es proporcional al número de reticulocitos en sangre periférica, este valor representa el grado de producción y liberación de eritrocitos por la médula ósea a circulación. Así, los recuentos reticulocitarios superiores a los valores establecidos como normales, indican aumento en la eritropoyésis, situación que se presenta como respuesta a hemorragias (aguda o pérdida de sangre), anemias hemolíticas y durante el tratamiento de anemias nutricionales (anemia ferropénica y anemia megaloblástica).
Los recuentos bajos de reticulocitos, sugieren una eritropoyésis defectuosa como en los casos de anemia aplásica, crisis aplásica de anemias hemolíticas y en la infiltración de la médula ósea por células tumorales. Por lo tanto la evaluación de los reticulocitos constituye una herramienta fundamental en el diagnóstico de las anemias y de algunas entidades cuya génesis involucra la producción eritroide en la médula ósea.
| Razones de las desviaciones del porcentaje normal de reticulocitos en sangre periférica | | |
|                                                                                         | Reticulopenia porcentaje bajo de reticulocitos (<20 000/μl) | Reticulocitosis porcentaje elevado de reticulocitos (>100 000/μl) |
| Fisiológicos                                                                            | | - Recién nacidos - presión de oxígeno bajo en el ambiente - en las personas que viven por encima de 1900 m sobre el nivel del mar durante un largo período |
| Patológicos                                                                             | - Daños a la médula ósea - Aplasia congénita de la médula roja - Toxicidad u otros daños al hueso - Deficiencia de vitaminas y oligoelementos - deficiencia Vitamina B9 (ácido fólico) - deficiencia de vitamina B12 - Anemia perniciosa - deficiencia de hierro - tratamiento con citostáticos - tratamiento de cáncer - tratamiento de ciertas patologías del colágeno - deficiencia de eritropoyetina - insuficiencia renal - caquexia - infeccines devastadoras, incluyendo sida - algunas enfermedades crónicas - anemia aplásica e hipoplástica - anemia de Diamond-Blackfan | - hemólisis - influencia de toxinas bacterianas, virus, parásitos de la sangre (malaria, por ejemplo) - razones inmunológicas - razones mecánicas - en su mayoría de las válvulas artificiales de corazón - talasemia, esferocitosis congénita y otras anemia hemolítica congénita - policitemia - hemorragias - ciertos tipos de cáncer - en pacientes con tumores productores de eritropoyetina - pacientes con metástasis óseas - iatrogenia - medicamentos hematopoyéticos - esplenectomía - tratamiento con hierro, ácido fólico, vitamina B12, |

Cuando la respuesta medular en cuanto a producción de células rojas está incrementada, las células policromatófilas detectadas en sangre periférica, dificultan la evaluación de la macrocitosis, puesto que son células con aumento de tamaño dada su inmadurez; por lo tanto al realizar esta cuantificación se debe tener cuidado de no falsear el valor de la macrocitosis a expensas de la policromatofilia estimando una macrocitosis mayor a la real. Es de anotar que en estos casos, el promedio de volumen corpuscular (PVC) se encontrará por encima del valor establecido como normal, también falsamente incrementado por el número de reticulocitos.

### Evaluación en sangre periférica
La eritropoyésis efectiva se determina por el recuento de reticulocitos en sangre periférica, el cual se expresa en valor relativo o porcentual (número de reticulocitos por 100 células rojas) y en valor absoluto (total de reticulocitos circulantes por cada milímetro cúbico (mm³) de sangre). El conteo de reticulocitos se puede dar por tinción con un colorante especial para reticulocitos (Azul de cresil brillante) de naturaleza basofila y por el cual las mitocondrias y ribosomas tendrán afinidad y los mostrara en el frotis de un color azul moteado.
Valores de referencia (Valor relativo):
Hombres 0.6 – 2.6 %
Mujeres 0.4 – 2.4 %
Recién nacidos 2.5 – 6.5 % (desciende nivel adultos a la segunda semana)
(Valor absoluto)
40 – 100 x 109/L promedio 60 x 109/L
Cuando se altera la duración del estadio reticulocitario en médula ósea, específicamente en las anemias severas, se emplean otras formas para evaluar la producción de células rojas viables como se expresa a continuación.
Cuando tenemos muchos reticulocitos libres en la sangre es señal de haber sufrido algún tipo de estrés o hipoxia porque estimulamos la producción de eritropoyetina, esta proteína induce a la producción de los precursores del hematíe, y por lo tanto de reticulócitos.
En microscopía electrónica es fácil de reconocer por su superficie irregular, con invaginaciones y presencia de múltiples orgánulos como: mitocondrias, pequeño número de ribosomas, remanentes del aparato de Golgi y protoporfirina. Al microscopio de luz se identifica mediante coloraciones supravitales (azul de cresil brillante, nuevo azul de metileno). El colorante se absorbe y el ARN y los demás orgánulos citoplasmáticas se precipitan como sustancia reticulofilamentosa, visible en los extendidos secos, como gránulos amorfos intracelulares que se tiñen de azul profundo.
Coloreado con Wright o Gimsa, el reticulocito se identifica por su basofilia difusa llamada policromatofília y por ser una célula ligeramente más grande que el eritrocito. La célula debe poseer al menos dos gránulos de precipitado bien definidos y separados de la membrana para considerarla reticulocito.

### Porcentaje de reticulocitos corregido
Tiene por objeto establecer los reticulocitos reales teniendo en cuenta la concentración de células rojas en sangre periférica ya que la volemia del paciente afecta su número. En otras palabras, esta corrección debe hacerse cuando se encuentra un hematocrito (Hto) por debajo del nivel establecido como normal, donde la masa eritroide se encuentra disminuida y el recuento de reticulocitos en porcentaje dentro de los límites de referencia nunca es normal para un individuo anémico. Este porcentaje se obtiene así:
% reticulocitos corregido = % reticulocitos x Hematocrito del paciente / Hematocrito normal
Hematocrito normal: Hombres 45%, Mujeres 42%

### Índice de producción de reticulocitos
Se necesita una corrección adicional cuando se encuentran macrocitos policromatófilos y/o células rojas nucleadas en el frotis de sangre periférica. Con una estimulación creciente de eritropoyetina, la médula ósea libera reticulocitos antes de su periodo de maduración normal, que es de 2 a 3 días en la médula ósea. Estos reticulocitos inmaduros aparecen como eritrocitos policromatófilos grandes (reticulocitos de cambio de estrés) en el frotis de sangre. Esto significa que el tiempo adicional de maduración en la médula ósea al tiempo de maduración en sangre periférica toma más del día habitual para que los reticulocitos de la sangre periférica pierdan su retículo y se vuelvan eritrocitos maduros. Mientras más intensa sea la anemia, más temprana será la liberación de los reticulocitos.
El índice de producción de reticulocitos (IPR) proporciona una estimación de la tasa de eritropoyésis efectiva en comparación con la tasa normal de maduración del reticulocito en sangre periférica, que corresponde a 1 (un día). Para determinarlo se divide el porcentaje de reticulocitos corregido por el tiempo de maduración que tendrá el reticulocito en sangre periférica, dependiendo del valor del hematocrito del paciente y así compensar el tiempo que tomará el reticulocito para madurar en sangre periférica.
El recuento manual de reticulocitos, a pesar de la gran utilidad clínica, ha venido perdiendo vigencia debido a múltiples factores que incluyen las variaciones en las coloraciones, error por distribución en los extendidos, errores estadísticos en la muestra estudiada y amplia variabilidad entre observadores aún experimentados. Estudios realizados en el Colegio Americano de Patólogos encontró que el coeficiente de variación (como índice de error) para el recuento de reticulocitos por métodos manuales es de 35% (algunos estudios han demostrado más de 50%) en tanto que para la citometría de flujo es de 8.3%. Por este motivo, el Colegio Americano de Patólogos (que regula las actividades del laboratorio clínico) a partir de 1993 solo acredita el recuento de reticulocitos por métodos automáticos y no recomienda los métodos manuales por los inconvenientes ya mencionados. El recuento automático con esta tecnología analiza de 30.000 a 50.000 células por muestra en tanto que por métodos manuales el recuento se hace sobre 100 eritrocitos.
La posibilidad de contar los reticulocitos mediante la citometría de flujo recupera este parámetro como uno de los pilares en el diagnóstico, clasificación y manejo de los síndromes anémicos y en la disfunción medular...